# Martim Afonso de Sousa
Martim Afonso de Sousa (Vila Viçosa, c. 1500 – Lisboa, 21 de julho de 1564) foi um nobre, militar e administrador colonial português que foi, de 1533 até a sua morte, o primeiro donatário da Capitania de São Vicente e, de 1542 a 1545, governador da Índia portuguesa.
Martim Afonso era filho primogênito de Lopo de Sousa, alcaide-mor de Bragança. Passou ao serviço do rei Manuel I em 1516 e, em 1530, foi incumbido pelo seu filho João III de comandar a armada que haveria de expulsar os franceses da costa da América portuguesa, e iniciar a colonização efetiva do território. Nessa expedição fundou a Capitania de São Vicente e seu irmão, Pero Lopes de Sousa, recebeu as donatarias das Capitania de Santana, Santo Amaro e Itamaracá. Partiu para Portugal em 1533 e, após isso, não retornou mais à América.
Algum tempo depois foi nomeado pelo rei como capitão-mor da Armada do Reino, posto que exerceu até 1539. Em 1542 retornou à Índia onde foi governador até 1545. Após isso retornou a Portugal, tendo sido conselheiro de estado até à data da sua morte. Faleceu em Lisboa no dia 21 de julho de 1564 e foi sepultado no Convento de São Francisco da Cidade.

## Linhagem
Martim Afonso de Sousa descendia dos Sousa Chichorro, cujo varão da geração inicial foi Martim Afonso Chichorro, filho bastardo de D. Afonso III, o qual foi elevado a altas posições sociais, políticas e económicas, no reinado de seu meio-irmão D. Dinis. O mesmo Martim Afonso Chichorro teve um filho homónimo com Inês Lourenço de Valadares. Este último teve um filho chamado Vasco Martins de Sousa Chichorro que já em avançada idade (naquele tempo) participou nas Cortes de Coimbra, e contribuiu para aclamação de D. João I. Seu filho, chamado, Martim Afonso de Sousa, combateu na Batalha de Aljubarrota na qual integrou a Ala dos Namorados, composta por cavaleiros que juraram que, se escapassem com vida da batalha, correriam imediatamente para os braços das suas namoradas.
Martim Afonso de Sousa escapou com vida à batalha e correu imediatamente para os braços de sua namorada que, por sinal, era abadessa de um mosteiro beneditino. Desta ligação nasceu um filho sacrílego (isto é, concebido em violação de votos públicos e solenes), ao qual puseram o mesmo nome do pai: Martim Afonso de Sousa.
Este último casou-se com Violante Lopes de Távora e teve um filho, Pero de Sousa, que se casou com Maria Pinheiro.
Deste casamento nasceu Lopo de Sousa, Senhor do povoado do Prado, Alcaide-mor de Bragança, que se casou com Brites de Albuquerque. Deste casamento nasceu Martim Afonso de Sousa, Senhor do Prado e Alcoentre, capitão-mor da Armada que veio ao Brasil em 1530. Martim Afonso teve quatro irmãos: Catarina de Albuquerque, Isabel de Albuquerque, João Rodrigues de Sousa (Capitão na Armada do Estado Português da Índia) e Pero Lopes de Sousa (capitão na armada comandada pelo irmão mais velho, que chegou ao Brasil em 1530).

## Vida e carreira
Ao deixar o serviço do duque de Bragança, em 1516, para ficar na corte da Casa Real, passou a ter aulas de matemática, cosmografia e geografia com o cosmógrafo-mor Pedro Nunes (1527-1530).
«Como era de um espírito elevado e queria esfera onde se dilatasse em coisas grandes, largou a alcaidaria-mor de Bragança e outras mercês que tinha do duque, para servir ao Príncipe D. João, filho de El-Rei D. Manuel. Depois foi a Castela e esteve algum tempo em Salamanca; voltando a Portugal, El-Rei D. João III, que já então reinava, o recebeu com muita estimação e honra porque Martim Afonso de Sousa foi um fidalgo em quem concorreram muitas partes, porque era valoroso, dotado de entendimento e talento grande». 
Justificou a decisão dizendo: "O duque pode fazer-me alcaide-mor, mas o rei pode fazer-me duque", porém isso nunca aconteceu.
Acompanhou a rainha viúva D. Leonor de Áustria a Castela, onde se casou com Ana Pimentel, de ilustre família espanhola, cerca de junho de 1523. Ana Pimentel era filha de Arias Maldonado, comendador de Estriana e regedor de Salamanca e Talavera e de D. Joana Pimentel, filha de D. Pedro Pimentel, senhor de Távara e irmã de D. Bernardino Pimentel, 1.º Marquês de Távara [es]. A mãe da mulher de Martim Afonso de Sousa era assim descendente, pelo lado paterno, dos Pimentéis condes de Benavente [es], uma linhagem de origem portuguesa que passara para Espanha no século XIV; e, pelo lado materno, descendia dos condes de Alba de Liste [es]. Isso quer dizer que, pelo seu casamento, Martim Afonso de Sousa passou a ficar ligado a algumas das principais linhagens de Espanha. Na época, não era usual para fidalgos portugueses não titulares casarem com mulheres espanholas oriundas — mesmo se, como no caso, por via feminina - de famílias da grandeza de Espanha, pelo que se pode concluir ter Martim Afonso conseguido desenvolver com sucesso uma estratégia de aliança matrimonial com repercussões positivas em termos da sua carreira política e de conexões com o poder na primeira corte da Península Ibérica.

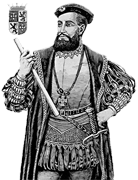
Martim Afonso de Sousa

Em Espanha, onde viveu quatro anos, lutou ao serviço do imperador Carlos V contra os franceses. No inverno de 1525, Martim Afonso teve uma participação destacada no cerco e tomada de Fuenterrabía, no noroeste da Espanha. O imperador elogiou-o publicamente e o convidou para permanecer em Castela.
Iniciou sua carreira de homem de mar e guerra ao serviço de Portugal em 1531 na armada que o rei D. João III determinou mandar ao Brasil, cerca de 1530, indicado por seu primo-irmão D. António de Ataíde, Conde da Castanheira, Fidalgo do Conselho Real, e usufruindo da amizade e confiança de D. João III. Ataíde fez essa indicação com intuito de afastar Martim Afonso de D. João III, também amigos de infância, para que fosse o único a ter certa influência sobre El-Rei.
A historiografia tradicional brasileira encara sua expedição como a primeira expedição colonizadora. Levava regimento para expulsar os franceses da costa brasileira, colocar padrões de posse desde o rio Maranhão até ao Rio da Prata, o qual não alcançou em função de ter naufragado antes, e dividir a costa brasileira em capitanias medidas em léguas de costa que seguidamente El-Rei concederia a donatários.
Estava autorizado a escolher para si mesmo cem léguas de costa da melhor terra e outras oitenta para seu irmão mais novo Pero Lopes de Sousa.

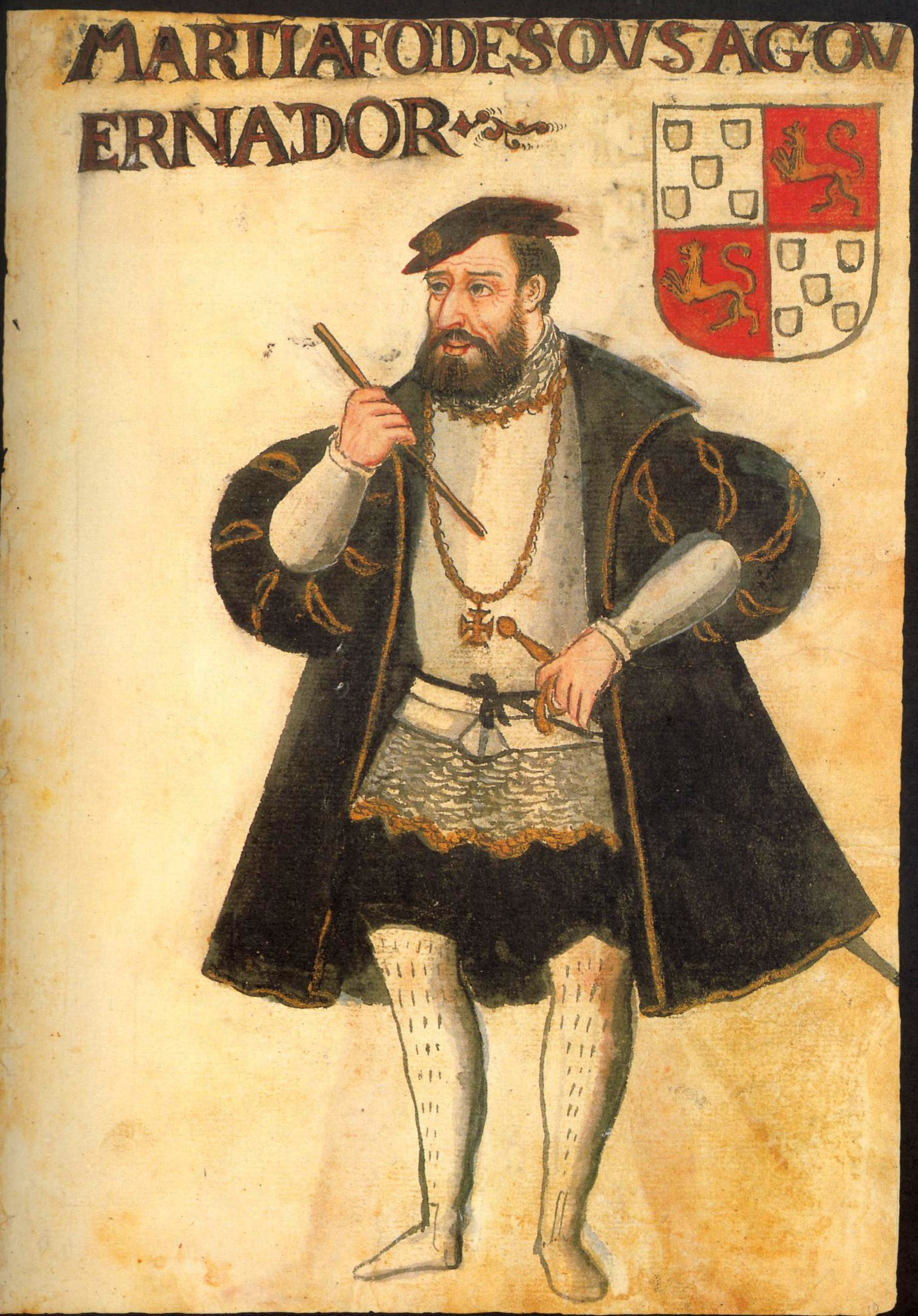
Martim Afonso de Sousa, tal como está retratado no Livro de Lisuarte de Abreu (século XVI)

Fundou em 22 de Janeiro de 1532 a primeira vila do Brasil, batizando-a de São Vicente, uma homenagem a São Vicente Mártir, por ser o dia consagrado a este santo, confirmando o nome dado por Gaspar de Lemos trinta anos antes, quando chegou àquela ilha, coincidentemente, em 22 de janeiro de 1502.

## A viagem e o governo

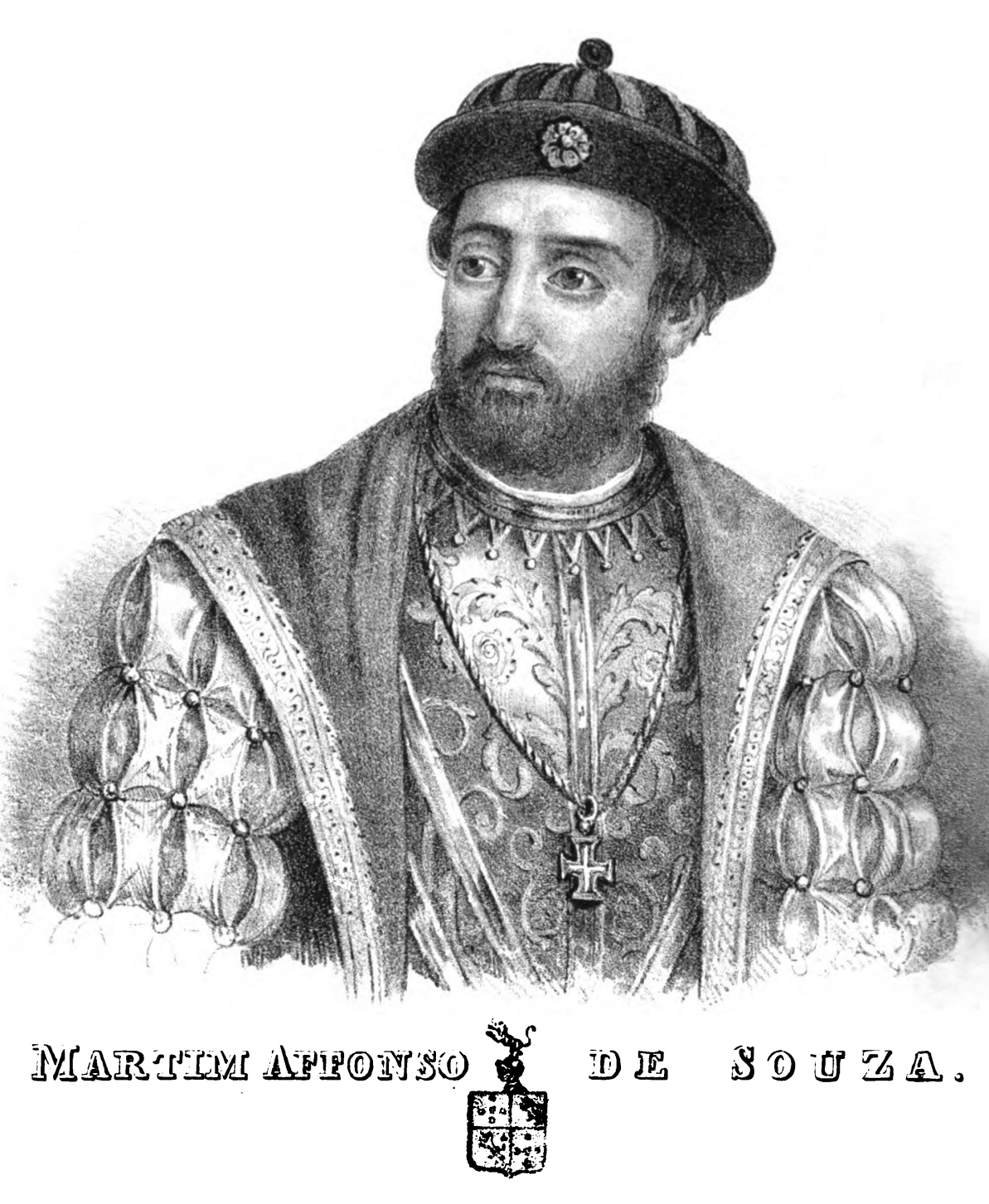
Martim Afonso de Sousa no Diário da Navegação da Armada que foi à terra do Brasil em 1530 (1839)

Partiu de Lisboa ao dia três de dezembro de 1530 com quatro navios, tendo como imediato o irmão mais novo Pero Lopes de Sousa e transportando cerca de quatrocentas pessoas, como escreve Pedro Taques:
"De Lisboa saiu o governador Martim Afonso de Sousa com armada de navios, gente, armas, apetrechos de guerra e nobres povoadores, tudo à sua custa: com ele veio também seu irmão Pedro Lopes de Sousa, a quem o mesmo rei tinha concedido oitenta léguas de costa para fundar sua capitania, e faleceu afogado no mar. Trouxe o dito Martim Afonso de Sousa além da muita nobreza, alguns fidalgos da casa real, como foram Luís de Góis e sua mulher D. Catarina de Andrade e Aguilar, seus irmãos Pedro de Góis, que depois foi capitão-mor de armada pelos anos de 1558, e Gabriel de Góis; Domingos Leitão, casado com D. Cecília de Góis, filha do dito Luís de Góis; Jorge Pires, cavaleiro fidalgo; Rui Pinto, cavaleiro fidalgo casado com D. Ana Pires Micel, Francisco Pinto, cavaleiro fidalgo, e todos eram irmãos de D. Isabel Pinto, mulher de Nicolau de Azevedo, cavaleiro fidalgo e senhor da quinta do Rameçal em Penaguião, e filhos de Francisco Pinto, cavaleiro fidalgo, e de sua mulher Marta Teixeira, que ambos floresciam pelos anos de 1550, quando em 18 de junho do dito ano venderam por escritura pública em Lisboa aos alemães Erasmo Esquert e Julião Visnat as terras que de seu filho Rui Pinto haviam herdado na vila de S. Vicente: tudo o referido se vê no liv. 1º dos registos das sesmarias, tít. 1555, já referido, págs. 42 e seguintes. Outros muitos homens trouxe desta qualidade com o mesmo foro e também com o foro de moços da Câmara, e todos ficaram povoando a vila de S. Vicente, como se vê melhor no mesmo livro 1º. do registo das sesmarias per totum.
Em São Vicente, iniciou a cultura da cana-de-açúcar e ordenou a instalação do engenho dos Erasmos. A vida do novo povoado, entre 1530 e 1543, passou a girar em torno do engenho e do plantio.
Depois de percorrer todo o litoral até a foz do rio da Prata, onde sobreviveu a um naufrágio, como desdobramento de sua missão, retornou à região de São Vicente em vinte e dois de janeiro de 1532 e, com ajuda de João Ramalho e António Rodrigues, moradores da região que haviam feito amizade com os caciques Tibiriçá e Caiubi, fundou a primeira vila nos moldes portugueses no Brasil: a vila de São Vicente.
Durante o ano de 1532, perdeu parte de sua tropa nesta expedição infrutífera para acessar o império Inca, o que posteriormente resultaria na primeira guerra entre portugueses e espanhóis na America do Sul, a Guerra de Iguape, que ocorreria em 1536, com a invasão e saque da vila de São Vicente pelo Bacharel de Cananeia, que se vingou por haver sido expulso em 1531 por Martim Afonso de Sousa.
Uma onda gigante, um possível maremoto, no final do ano de 1541, também danificou seriamente essa vila. A catástrofe destruiu o lugar que abrigava um total de 150 habitantes. O porto, que funcionava como fonte da economia, mudou-se para onde está hoje.
Combateu corsários franceses no litoral e foi agraciado pela coroa portuguesa, sob o reinado de D. João III, como capitão-donatário de dois lotes de terras no Brasil: os dois lotes da Capitania de São Vicente. Desde outubro de 1532, recebera comunicação do rei de que o imenso território seria dividido em extensas faixas de terras: as capitanias hereditárias. Na ocasião, foram-lhe doadas cem léguas na costa e recebeu autorização de retornar a Lisboa.
Na região do planalto, na aldeia de Piratininga governada pelo Cacique Tibiriçá os jesuítas fundaram em 1554, por ordem do Padre Manuel José da Nóbrega, o Real Colégio de São Paulo de Piratininga, destinado à conversão dos índios, o qual esteve na origem da atual cidade de São Paulo.
Sua expedição trouxe para o Brasil, como ferreiro contratado por dois anos, para prover as necessidades de ferro da expedição e da colónia, o mestre Bartolomeu Fernandes, também conhecido como Bartolomeu Gonçalves e Bartolomeu Carrasco. Terminado o contrato, mestre Bartolomeu fixou-se em solo paulista, tornando-se proprietário do sítio dos Jeribás e instalando, nas margens do Jurubatuba, afluente do rio Pinheiros, na actual vila de Santo Amaro, a primeira forja no Brasil para produção de aço — facto mencionado pelo padre José de Anchieta, em 1554. Com quatro operários conseguiu-se produzir e forjar cem quilogramas de ferro em seis ou sete horas, consumindo quatrocentos e cinquenta quilogramas de carvão vegetal.

## Cartas recebidas
Por cartas datadas de 20 de novembro de 1530 D. João III, rei de Portugal, confere-lhe jurisdição sobre os tripulantes da armada e sobre todos os habitantes da Colónia:
- Carta de Grandes Poderes[15]
- Carta de Poder para o capitão-mor criar tabeliães e mais oficiais de justiça[16]
- Carta para o capitão-mor dar terras de sesmaria[17]

## De volta ao Reino

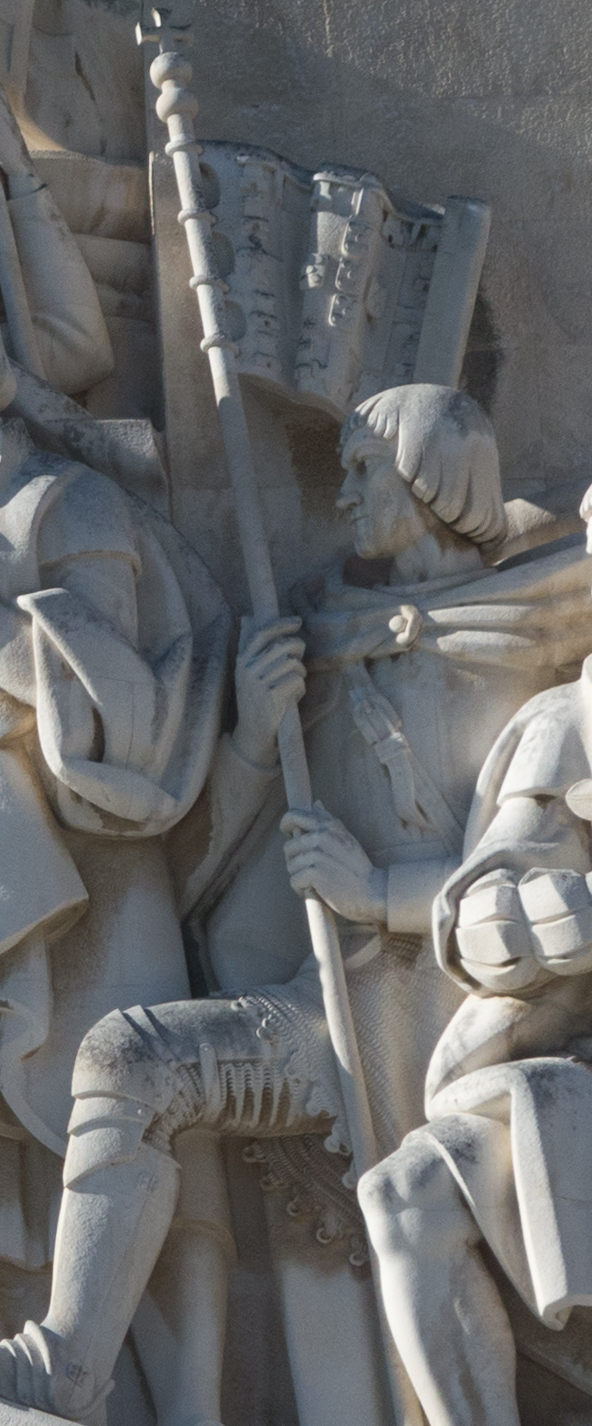
Efígie de Martim Afonso de Sousa no Padrão dos Descobrimentos, em Lisboa

Já em 1533 se encontrava em Portugal. Então no dia 19 de dezembro de 1533, passados quatro meses desde que tinha voltado de sua cansativa viagem, D. João III mandou-o servir na Índia com o posto de Capitão-Mor do mar Índico. Para o efeito, foi-lhe confiado o governo de uma Armada de cinco naus. Segundo o cronista Gaspar Correia, em Lendas da Índia, "Martim Afonso muito se enojou da decisão, porque sentiu que isso vinha por D. António".

## Na Índia
Nomeado Capitão-Mor do Mar das Índias (1533), foi encarregado de proteger as possessões de Portugal no Oriente. Defendeu a feitoria de Diu contra mouros e hindus, derrotou o samorim de Calecute e combateu os corsários que saqueavam as embarcações portuguesas na região. Vitorioso, foi nomeado por D. João III (1542) Vice-Rei das Índias.

Chegando à Índia, diz a «História Genealógica da Casa Real Portuguesa» volume XIV página 241:
«o Governador Nuno da Cunha refletiu que El-Rei em Martim Afonso de Sousa lhe mandava não só o Capitão-Mor do mar, mas companheiro, e sucessor no Governo. No fim deste ano, o Governador o meteu de posse, mandando-o sobre a praça de Damão, situada do Reino de Cambaia (Sultanato de Guzarate), com 40 velas e 500 portugueses, que rendeu, sendo mortos quase todos os inimigos, e a fortaleza foi arrasada. O rei de Cambaia, temendo maiores perdas, querendo na amizade dos nossos evitá-la, pediu pazes ao Governador do Estado Nuno da Cunha, que foram juradas solenemente com a condição de dar a El-Rei de Portugal para sempre Baçaim». 
Foram duras condições de direitos a pagar, que se vieram a moderar quando se concedeu levantar-se a fortaleza de Diu, conseguida por negociações por Martim Afonso de Sousa quando no ano de 1535 se achava em Chaul.

Uma carta escrita em Cochim durante esse período (em 24 de dezembro de 1536) por Martim Afonso de Sousa, dirigida ao seu primo coirmão D. António de Ataíde, 1.º Conde da Castanheira, fazendo um pedido por um parente comum a ambos - Heitor de Sousa de Ataíde - pelos lados Sousa e Ataíde, dá uma boa ideia do ambiente que na época se vivia entre as linhagens portuguesas envolvidas nas campanhas no Oriente:
"[Heitor de Sousa de Ataíde] nom tem outrem senom a V. S., e vay-se ele já pondo como sol e hé necesaryo socorer-lhe; e lenbre-vos que põe o Ataide arriba do Sousa, que nom pode mays ffazer polos Ataides."
Em 1536 Martim Afonso foi mandado à costa do Malabar «e destruiu e assolou todos os lugares marítimos do Samorim de Calecute, que tinha como seus aliados todos os Príncipes de Repelim. Estas e outras empresas lhe conseguiram o respeito e temor na Ásia e voltando para o Reino, sucedeu depois a morte do Vice-Rei D. Garcia de Noronha, que foi a 3 de abril de 1540; e aberta as cartas de sucessão, se achou nomeado em 1.º lugar Martim Afonso de Sousa; e como já  havia voltado para o Reino, sucedeu o 2.º nomeado D. Estêvão da Gama no governo, cujos parentes quiseram conservar; porém D. António de Ataíde, Conde da Castanheira, seu primo irmão, o fez nomear para Governador da Índia, para onde partiu a 7 de abril de 1541 com quatro naus, levando consigo a São Francisco Xavier; (…) entrou em Goa a 6 de maio de 1542. (…) Em 1545 lhe sucedeu D. João de Castro.

## Retorno definitivo ao Reino
Há controvérsia quanto ao fim de sua carreira. Alguns historiadores afirmam que ele retornou a Portugal em 1545 ou 1546, tornando-se um dos membros do Conselho de Estado. Outros sustentam que foi chamado de volta sob a acusação de desvio de dinheiro da Coroa e enriquecimento ilícito, mantendo-se afastado da vida pública até morrer.
Foi senhor de Alcoentre, que comprou ao Marquês de Vila Real e Alcaide-mor de Rio Maior.  Instituiu um morgado, foi donatário das capitanias de São Vicente, Comendador de Mascarenhas na Ordem de Cristo e Fidalgo do Conselho de El-Rei D. João III. No final da vida, recuperou o senhorio do povoado do Prado que havia vendido quando jovem.

## Casamento e descendência
Ana Pimentel, esposa de Martim Afonso de Sousa, ficou procuradora do marido em Lisboa relativamente aos negócios do Brasil, quando este partiu para a Índia. Natural da Espanha, era dama de companhia da Rainha D. Catarina. Foi ela quem, em 1534, providenciou para que se introduzisse o primeiro ”gado vacum” na Capitania de São Vicente e quem, em 1544, revogou a ordem do esposo, que proibia a entrada de europeus no campo de Piratininga e, assim, permitiu a expansão portuguesa para os Campos de S. Paulo.
Do casamento, Martim Afonso de Sousa e Ana Pimentel nasceram os seguintes filhos:
1. Lopo Rodrigues de Sousa, morto ao acompanhar o pai à Índia;
2. Pero Lopes de Sousa, Senhor de Alcoentre e Tagarro, Alcaide-mor de Rio Maior, 2.º donatário da Capitania de S. Vicente;
3. Rodrigo Afonso de Sousa que entrou na Ordem de S. Domingos e professou como Frei António de Sousa. Foi eleito Prior de S. Domingos em Lisboa, Provincial no ano de 1550, Mestre da Ordem e pregador do rei D. Filipe II. Em 1580 passou a Roma, ao Capítulo Geral da Ordem. Foi nomeado Vigário-Geral da Ordem dos Pregadores em 1594 pelo papa Clemente VIII. Foi nomeado Bispo de Viseu em 1595, tendo governado com prudência. Morreu em maio de 1597;
4. Gonçalo Rodrigues de Sousa, morto sem sucessão;
5. Inês Pimentel, casada com D. António de Castro, 4.º Conde de Monsanto;
6. Brites Pimentel, que morreu estando comprometida com D. Luís de Ataíde, mais tarde 3.º conde de Atouguia e Vice-Rei na Índia.

Fora do casamento teve Martim Afonso de Sousa:
1. Tristão de Sousa, que passou pela Índia e foi capitão de Maluco
2. Isabel Lopes de Sousa,[22] que casou em São Vicente com Estêvão Gomes da Costa. Este Estêvão Gomes da Costa era natural de Barcelos e foi ao Brasil em 1531 com a expedição de Martim Afonso de Sousa.

## Brasão de armas
Segundo o Livro de Linhagens do Conde D. Pedro a Família Sousa pertence às 5 famílias mais antigas e importantes do Reino de Portugal; tendo dado origem a vários condes e mordomos-mores nos séculos XII e XIII. No século XIII perdeu a varonia, sendo que as herdeiras foram casadas com bastardos reais filhos dos reis de Portugal e de Leão. Por isso mesmo as armas dos Sousas do Prado consistem no cruzamento das armas do Reino de Portugal com o de Leão e não contêm qualquer referência às armas originais dos Sousa (4 crescentes de prata).
O seu brasão de armas é descrito da seguinte forma: esquartelado: o primeiro e o quarto de prata, com cinco escudetes de azul postos em cruz, cada escudete carregado de cinco besantes do primeiro metal, postos em sautoir; o segundo e o terceiro de prata com um leão rampante de púrpura. Timbre: o leão do escudo.